# Mike Brunnberg
Mike Brunnberg, né le 4 mai 1958 à Stockholm, est un joueur américain de tennis.

## Carrière
1/8 de finaliste à l'Open d'Australie en 1982.